# Musée national de la république démocratique du Congo
Le musée national de la république démocratique du Congo (MNRDC) est un musée situé à Kinshasa, capitale de la république démocratique du Congo. Il est consacré à l'histoire culturelle des nombreux groupes ethniques et aux époques historiques du pays.
Construit avec les fonds de l’Agence coréenne de coopération internationale (KOICA), il a été remis officiellement au Gouvernement congolais le 14 juin 2019 par les représentants de la république de Corée en RDC, après trois ans de travaux de construction.
Doté d’une capacité d’accueil de 12 000 objets, le musée a été conçu dans les objectifs de conservation, de transmission et de mise en valeur du patrimoine culturel congolais.

## Histoire
Le projet d’un musée national pour le Congo remonte aux années 1970, au temps du président Mobutu. Ce dernier, après avoir reçu en 1968 le président sénégalais Léopold Sedar Senghor qui désirait voir le musée et l’art congolais, a voulu doter le Zaïre d’un musée national. De ce fait, il obtient en 1970 un accord de collaboration avec le musée royal de l'Afrique centrale en Belgique pour ce qui deviendra l'Institut des musées nationaux du Congo (IMNC), et fait appel à un architecte belge pour la réalisation des plans du futur musée. Mais, à la suite des difficultés financières que connait le Zaïre vers 1975, les fonds nécessaires à la construction du musée ne sont pas libérés et les projets sont abandonnés. Entre-temps, des infrastructures présentes sur le mont Ngaliema, une colline au bord du fleuve Congo où Mobutu fait installer son parc présidentiel, accueillent provisoirement le musée national de Kinshasa. L’administration du musée est alors confiée aux scientifiques belges. Ainsi, entre 1970 et 1990, plusieurs expéditions sponsorisées par le président Mobutu sont menées dans le but de compléter la collection et de l’enrichir. Mais le musée va rencontrer des difficultés financières et administratives, ainsi que des pertes dans sa collection. En 1977, le musée s'installe dans l’enceinte de l'ancienne académie des Beaux-Arts de Kinshasa, mais sa situation ne s’améliore pas.
En 2011, lors d’une visite du président coréen Lee Myung-Bak, le président congolais Joseph Kabila formule le souhait de doter la RDC d’un musée national de qualité. C’est finalement en 2016 que le président Joseph Kabila, accompagné du ministre de la culture et des arts de l’époque, amorce le projet de construction du musée national de la république démocratique du Congo (MNRDC) et procède à la pose de la première pierre le 27 juillet 2016, en présence de plusieurs chefs des missions diplomatiques.
Les clés du musée sont officiellement remises au gouvernement congolais le 14 juin 2019 par l’ambassadeur de la Corée du Sud en RDC, Kim Kiejoo. Le musée est inauguré le 23 novembre 2019 par le président Félix Tshisekedi. Faisant référence aux demandes de rapatriement des biens culturels congolais aux collections en Europe, M. Tshisekedi a déclaré : « Nous sommes favorables à la restitution du patrimoine culturel éparpillé notamment en Belgique. L’idée est là, mais il faut le faire progressivement. Forcément, c’est un patrimoine congolais. Un jour, il faudra bien que ce patrimoine revienne mais il faut le faire de manière organisée. Il faut des moyens d’entretien. Une chose est de demander leur retour mais une autre est de les conserver ».

## Bâtiment

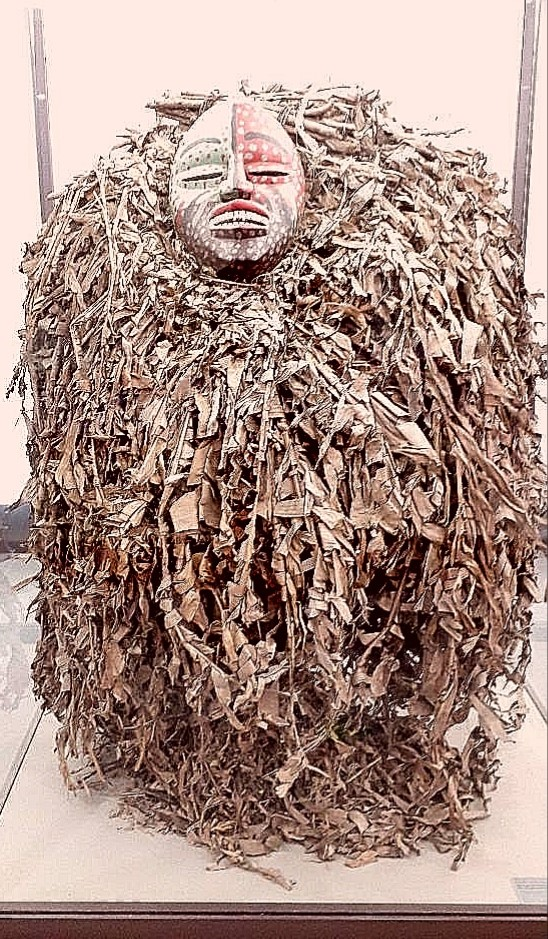
Costume d'un danseur masqué au musée national de la DRC

Le bâtiment a été construit en une période de 33 mois, en coopération avec des experts de la république démocratique du Congo et ceux de la république de Corée, sous des aspects modernes (matériaux de construction disponibles localement, utilisation de l'énergie solaire, circulation naturelle de l'air avec utilisation partielle de la climatisation, etc.). Ayant occasionné des coûts de construction d’un montant de 21 millions de dollars américains, il représente à ce jour l’investissement culturel le plus important de la Corée du Sud en Afrique centrale. L’extérieur est orné des motifs en forme de losange qui font référence aux palais royaux traditionnels des Kuba, une confédération qui regroupait plusieurs groupes ethniques et qui a prospéré au XVIIe siècle. Le bâtiment comprend trois salles d’exposition de 6 000 m2, deux salles de stockage, une salle de conférence, un espace polyvalent, une salle d’atelier, des locaux administratifs et une bibliothèque.

## Collections
Dans trois salles d'exposition publiques de 6 000 m2, 12 000 objets peuvent être présentés dans leur contexte culturel. Le musée regorge de masques, de sculptures, d'objets usuels tribaux, d'objets archéologiques et historiques, d'enregistrements ethnographiques, d'instruments de musique traditionnelle provenant du musée national de Kinshasa, ainsi que d'œuvres d'art modernes. La plupart des fonds de l'Institut des musées nationaux du Congo (IMNC) doivent cependant être stockés dans des dépôts. Pour l’administration et le bon fonctionnement du musée, des agents congolais ont été formés à la gestion des musées en république de Corée.